# پل گرکن
 پل گرکن (انگلیسی: Paul Gerken؛ زادهٔ ۱۵ مارس ۱۹۵۰) یک تنیس‌باز اهل ایالات متحده آمریکا است.